# F&F Tower
La F&F Tower appelée aussi Revolution Tower et Tour Vis, est un gratte-ciel de bureaux de 243 mètres de hauteur construit à Panama de 2008 à 2011. En 2013, c'était le sixième plus haut gratte-ciel de Panama.
L'immeuble a une structure torsadée, en hélice, comme la tour Turning Torso en Suède. Il a été dans la liste Emporis Skyscraper Award des 10 plus remarquables gratte-ciel de l'année 2011. 
Les 13 premiers étages sont occupés par un garage. Le hall d'entrée fait 7 mètres de hauteur. Il y a 5 ascenseurs. L'architecte est l'agence panaméenne Pinzón Lozano & Asociados Arquitectos qui a conçu d'autres gratte-ciel à Panama.
La surface de plancher de l'immeuble est de 60 753 m2.